# ليمون الجنة

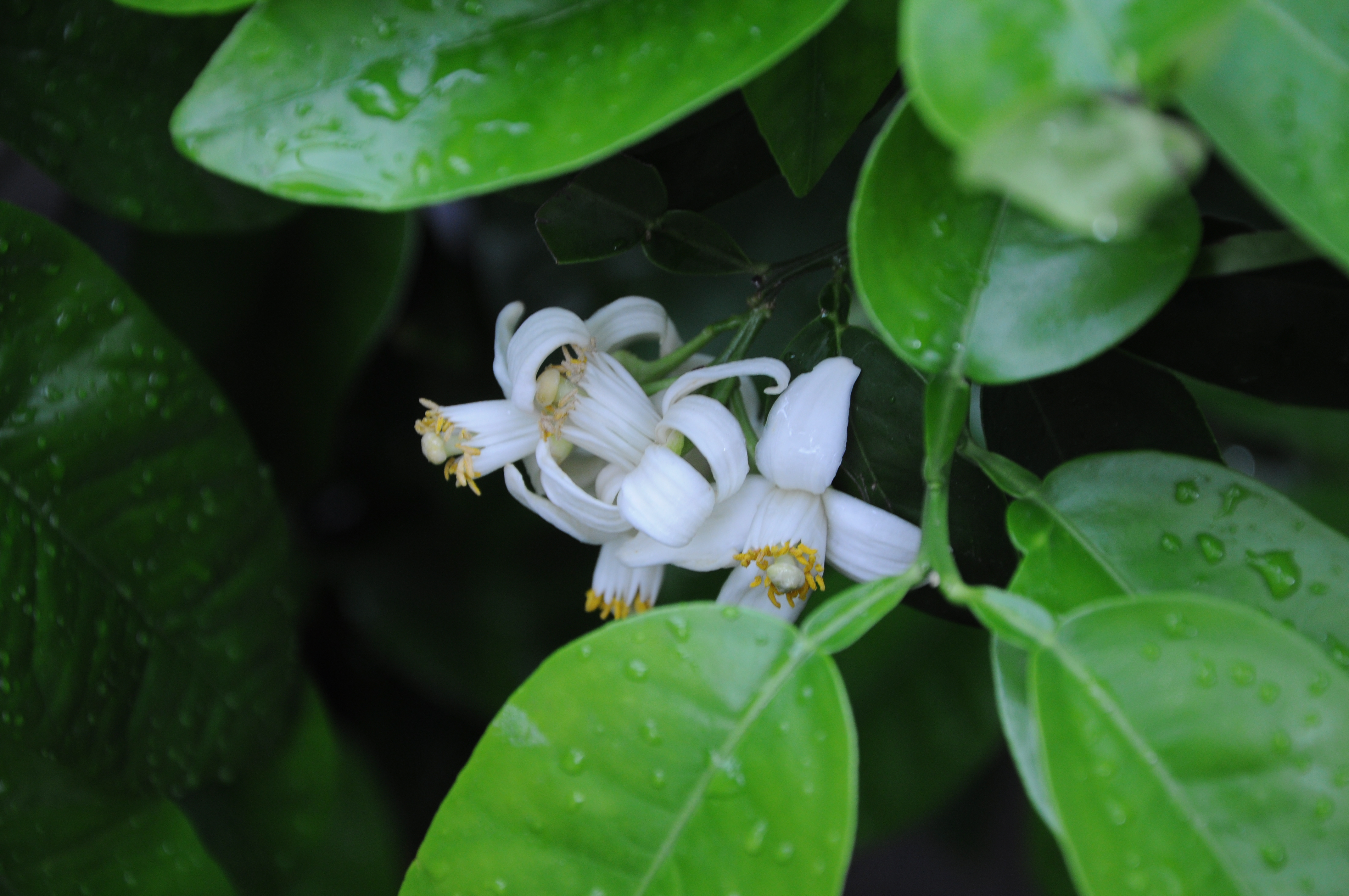
أزهار ليمون الجنة

ليمون الجنة أو النفَّاش أو (الكريفون في الشام) أو ليمون هندي (الاسم العلمي:Citrus paradisi) (بالإنجليزية: Grapefruit)‏ هو نوع من النباتات يتبع جنس الليمون من الفصيلة السذابية. وهي فاكهة حمضية مستديرة كبيرة الحجم نسبيًّا تتميز بطعمها الحامض والمر أحياناً.

## التاريخ
أول ما أنتجت هذه الفاكهة كان عام 1750 في بربادوس وهي دولة في البحر الكاريبي. وهي ناتجه عن تهجين الليمون الهندي وفاكهة البرتقال. وفي عام 1823، وصلت أول مجموعة منها إلى الولايات المتحدة.

## الإنتاج
تتصدر الولايات المتحدة إنتاج ليمون الجنة والليمون الهندي وتتبعها الصين والمكسيك. أما تركيا فهي في المركز الثامن وتونس في المركز العاشر.
| أعلى عشر دول منتجة لليمون الجنة والليمون الهندي في عام 2005 | أعلى عشر دول منتجة لليمون الجنة والليمون الهندي في عام 2005 | أعلى عشر دول منتجة لليمون الجنة والليمون الهندي في عام 2005 | أعلى عشر دول منتجة لليمون الجنة والليمون الهندي في عام 2005 | أعلى عشر دول منتجة لليمون الجنة والليمون الهندي في عام 2005 |
| الدولة | قيمة الإنتاج (1000 دولار)                                   | ملاحظات                                                     | حجم الإنتاج (طن متري)                                       | ملاحظات                                                     |
| --- | ----------------------------------------------------------- | ----------------------------------------------------------- | ----------------------------------------------------------- | ----------------------------------------------------------- |
| الولايات المتحدة | 155,940                                                     | C                                                           | 914,440                                                     |                                                             |
| الصين | 57,128                                                      | C                                                           | 443,000                                                     | F                                                           |
| المكسيك | 43,947                                                      | C                                                           | 257,711                                                     | F                                                           |
| إسرائيل | 42,632                                                      | C                                                           | 250,000                                                     | F                                                           |
| كوبا | 38,540                                                      | C                                                           | 226,000                                                     | F                                                           |
| جنوب إفريقيا | 36,212                                                      | C                                                           | 212,348                                                     |                                                             |
| الأرجنتين | 28,990                                                      | C                                                           | 170,000                                                     | F                                                           |
| تركيا | 25,580                                                      | C                                                           | 150,000                                                     |                                                             |
| الهند | 24,215                                                      | C                                                           | 142,000                                                     | F                                                           |
| تونس | 12,278                                                      | C                                                           | 72,000                                                      | F                                                           |
| بدون علامة: أرقام رسمية، F = تقديرات FAO، *=أرقام غير رسمية، C= أرقام تقديرية قيمة الإنتاج بالآف الدولارات قدرت حسب الأسعار العالمية لأعوام 1999 -2001 المصدر: Food And Agricultural Organization of United Nations: Economic And Social Department: The Statistical Devision |                                                             |                                                             |                                                             |                                                             |

## معلومات غذائية
يحتوي كل 100غ من ليمون الجنة بحسب وزارة الزراعة الأميركية على المعلومات الغذائية التالية :
- السعرات الحرارية: 42
- الدهون: 0.14
- الكاربوهيدرات: 10.66
- الألياف: 1.6
- السكر: 6.89
- البروتينات: 0.77

## الرائحة
يعد مركب نوتكاتون المركب المسؤول عن الرائحة العطرية المميزة لليمون الهندي.